# 荒川五郎

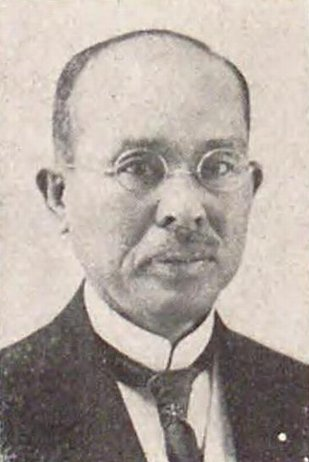
荒川五郎

荒川 五郎（あらかわ ごろう、1865年8月8日（慶応元年6月17日） - 1944年（昭和19年）8月3日）は、日本の政治家、衆議院議員（10期）。ジャーナリスト、教育者。

## 経歴
安芸国山県郡八重村（のち広島県山県郡八重町→山県郡千代田町、現・山県郡北広島町）の刀鍛冶の家に生まれる。広島県師範学校高等師範科を経て、小学校訓導、同校長になり、1889年（明治22年）、日本法律学校（日本大学法学部の前身）に1期生として入学し、1893年（明治26年）に日本大学法律科を首席で卒業した。
日本大学教務主任、中国新聞主筆等を経て、1904年（明治37年）3月、第9回総選挙で衆議院議員に当選。第9回～15回、第17回～19回の総選挙に当選。逓信省副参政官になる。
大東文化協会常任理事、産業組合中央会顧問、大日本義正会理事長、全国私立学校協会理事長、日本大学理事、旧制日本大学中学校（現在の日本大学第一中学校・高等学校）校長、日本高等鉄道学校長、憲政会政務調査会長などを歴任。
衆議院議員だった1906年（明治39年）、朝鮮半島を視察して記した『最近朝鮮事情』は20世紀初頭の朝鮮半島文化を伝える貴重な資料となっている。1930年（昭和5年）に著した『大廣島之創造』では故郷の広島の街づくりについて述べている。
日本大学第一学園初代同窓会長。

## エピソード
普通選挙獲得運動たけなわの1922年（大正11年）2月、荒川は中国服（原文は「支那服」）を着て登院、所属政党（憲政会）の控室に入り、中国人に成りすまし、『日本は（世界）三大強国の一ツであります。支那に後れて世界に擡頭した日本が支那を置去りにして発展したことを羨ましくて耐（たま）りません』と述べ、続けて『併（しか）しその日本が国民を土台とする政治の本旨を忘れて普通選挙を拒みます。世界の思潮を知らぬのも甚だしいとあります。日本政府は眞に不可（ペケ）あります』と言った。ここで中国服の男が荒川であることが分かり、『議場は洋服で差支ないと云ふので西洋服と限つて居ないから東洋服の此姿でも可い筈』と主張して議場に入ろうとしたが、所属政党の幹事に止められた。新聞では中国服の荒川の写真が掲載された。